# Herb gminy Miłki
Herb gminy Miłki – jeden z symboli gminy Miłki w postaci herbu.

## Wygląd i symbolika
Herb przedstawia w polu srebrnym orła czerwonego ze szponami, dziobem i przepaskami na skrzydłach zakończonymi trójliściem, złotymi, na którego piersi tarcza o polu błękitnym, na którym sylweta kościoła srebrna z gotyckimi przyporami, z wieżą barokową na osi budynku oraz z przybudówką z prawej strony.
Czerwony orzeł symbolizuje orła brandenburskiego, pochodzącego ze sztandaru komturii podkarmińskiej, ktorej siedzibą był pruski Brandenburg (pol. Pokarmin, obecnie Uszakowo w obwodzie królewieckim). Natomiast sylwetka kościoła odwzorowuje kościół parafialny w Miłkach z XIV wieku. Kościół ten zbudowali osadnicy mazowieccy wyznania katolickiego.
Projekt herbu opracował Tadeusz Gajl.